# SRP Music Group
SRP Music Group é uma editora discográfica fundada pela dupla de produtores musicais Carl Sturken e Evan Rogers em 2005. Têm contractos assinados com artistas como Rihanna, Shontelle, Vita, J-Status, entre outros.

## História
O duo fundou a sua própria editora depois de ter conhecido a cantora Rihanna em Barbados durante as férias. Com quinze anos, a cantora foi apresentada por um amigo a Evan Rogers. Os dois, então, marcaram uma audição, na qual a jovem interpretou a canção da banda Destiny's Child, "Emotion". Desde então, tem conseguido arrecadar mais artistas, entre eles Shontelle também de origem barbadiana e a banda jamaicana J-Status.
O diretor atual é Paul Mason, contratado em 2006. Actualmente, estão a assinar com novos cantores, entre eles a dupla Taylor Berrtt & Matt Harrison.

## Artistas
Desde do contracto com a sua primeira artista, Rihanna, a editora tem vindo a assinar com outros cantores e bandas.
| - Cara Salimando - J-Status - Hal Linton - Rihanna | - Shontelle - The Urgency - Vita |